# Tour hertzienne de Chassieu
La tour hertzienne de Chassieu est une tour destinée aux radio-télécommunications située sur la commune de Chassieu dans la métropole de Lyon. La tour a une hauteur de 100 mètres.

## Histoire
La tour a été construite par France Telecom sur le modèle de la tour de Meudon, elle est la propriété depuis 1998 de TéléDiffusion de France. Ce relais assure la diffusion et la transmission des signaux radioélectriques dans certaines bandes de fréquences telles que la radio FM.

## Téléphonie mobile
Informations provenant du site web Cartoradio, un site de l'Agence Nationale des Fréquences.
| Opérateur        | 2G  | 3G  | 4G  | FH  |
| ---------------- | --- | --- | --- | --- |
| Orange           | Oui | Oui | Oui | Oui |
| Bouygues Télécom | Oui | Oui | Oui | Oui |
| Free             | Non | Oui | Oui | Oui |
| SFR              | Oui | Oui | Oui | Oui |

- TDF : FM / FH
- E*MESSAGE : RMU-POCSAG
- Réseau privé : FH / PMR